# 마이클 맨텐누토
마이클 맨테누토(Michael Mantenuto, 1981년 5월 13일 ~ 2017년 4월 24일)는 미국의 배우, 대학 아이스하키 선수, 병사이다.

## 출연 작품

### 영화
- 미라클 (2004) - 잭 오캘러핸 역
- 헬로우, 서퍼 (2008, Surfer, Dude)